# Gauliga Südwest-Mainhessen 1937/38
De Gauliga Südwest-Mainhessen 1937/38 was het vijfde voetbalkampioenschap van de Gauliga Südwest-Mainhessen. 
Eintracht Frankfurt werd kampioen en plaatste zich voor de eindronde om de Duitse landstitel, waar de club tweede werd in de groepsfase, de club telde wel evenveel punten als winnaar Hamburger SV. 

## Eindstand
| Plaats | Club                     | Wed. | W  | G | V  | Saldo | Ptn.  |
| ------ | ------------------------ | ---- | -- | - | -- | ----- | ----- |
| 1.     | SG Eintracht Frankfurt   | 18   | 13 | 2 | 3  | 58:25 | 28:8  |
| 2.     | Borussia VfB Neunkirchen | 18   | 11 | 5 | 2  | 40:19 | 27:9  |
| 3.     | VfR Wormatia 08 Worms    | 18   | 9  | 4 | 5  | 41:32 | 22:14 |
| 4.     | Offenbacher FC Kickers   | 18   | 8  | 5 | 5  | 47:27 | 21:15 |
| 5.     | FSV Frankfurt            | 18   | 7  | 3 | 8  | 33:33 | 17:19 |
| 6.     | FK Pirmasens             | 18   | 5  | 5 | 8  | 27:28 | 16:20 |
| 7.     | SV Wiesbaden             | 18   | 6  | 2 | 10 | 30:37 | 16:20 |
| 8.     | FV Saarbrücken           | 18   | 5  | 2 | 11 | 33:48 | 12:24 |
| 9.     | 1. FC Kaiserslautern     | 18   | 3  | 6 | 9  | 24:49 | 12:24 |
| 10.    | SC Opel Rüsselsheim      | 18   | 2  | 5 | 11 | 16:51 | 9:27  |

|  | Kampioen, geplaatst voor nationale eindronde |
|  | Degradatie naar Bezirksliga                  |

## Promotie-eindronde

### Groep I
| Plaats | Club                     | Wed. | Saldo | Ptn.  |
| ------ | ------------------------ | ---- | ----- | ----- |
| 1.     | RTuSV Rot-Weiß Frankfurt | 4    | 04:02 | 06:02 |
| 2.     | VfL Neu-Isenburg         | 4    | 03:03 | 04:04 |
| 3.     | SV Kostheim 1912         | 4    | 02:04 | 02:06 |

|  | Promotie naar Gauliga Südwest-Mainhessen 1938/39 |

### Groep II
| Plaats | Club                  | Wed. | Saldo | Ptn.  |
| ------ | --------------------- | ---- | ----- | ----- |
| 1.     | TSG 1861 Ludwigshafen | 6    | 15:05 | 10:02 |
| 2.     | TSG Burbach           | 6    | 12:12 | 08:04 |
| 3.     | SC Olympia Lorsch     | 6    | 17:18 | 06:06 |
| 4.     | VfL Homburg           | 6    | 07:16 | 00:12 |